# اچ‌ام‌اس لندن (۱۶۷۰)
اچ‌ام‌اس لندن (۱۶۷۰) (به انگلیسی: HMS London (1670)) یک کشتی بود که طول آن ۱۲۹ فوت (۳۹ متر) بود.